# Evolvulus siliceus
Evolvulus siliceus là một loài thực vật có hoa trong họ Bìm bìm. Loài này được Britton & P. Wilson mô tả khoa học đầu tiên năm 1917.